# Hull-River-Nationalpark
Der Hull-River-Nationalpark (engl.: Hull River National Park) ist ein Nationalpark im Nordosten des australischen Bundesstaates Queensland. Im Nationalpark wird das Ästuar des Hull River geschützt.

## Lage
Er liegt 1.275 Kilometer nordwestlich von Brisbane und 10 Kilometer südöstlich von Tully.
In der Nachbarschaft liegen die Nationalparks Djiru, Mount Mackay, Family Islands und Goold Island.

## Flora und Fauna
Etwa zwei Drittel der Nationalparkfläche bestehen aus Mangrovenwäldern im Ästuar des Hull River, während ein Drittel aus Sumpfwäldern besteht, in denen Myrtenheiden und feuchtigkeitsliebende Eukalyptusbäume vorherrschen.
Der Park gehört zur Coastal Wet Tropics Important Bird Area, die von BirdLife International als solche ausgewiesen wurde, weil sie für die Erhaltung der Vögel des tropischen Küstenregenwaldes wichtig ist.
Im Gebiet des Parks beträgt die durchschnittliche jährliche Regenmenge 3.600 Millimeter.

## Geschichte
Auf dem Gebiet des heutigen Nationalparks wurde 1914 das Hull River Aborigines Reservat eingerichtet. Darin wurden Aborigines angesiedelt, die anderswo zwangsweise deportiert worden waren.
Das Reservat wurde 1918 durch einen Zyklon zerstört und nicht wieder aufgebaut. Die Aborigines wurden in das damals neu errichtete Palm-Island-Aborigines-Reservat verlegt.